# Bothriomyrmex cuculus
Bothriomyrmex cuculus är en myrart som beskrevs av Santschi 1919. Bothriomyrmex cuculus ingår i släktet Bothriomyrmex och familjen myror. Inga underarter finns listade.